# Kim Yoo-mi
Kim Yoo-mi (12 de octubre de 1979) es una actriz surcoreana.

## Vida personal
Yoo-mi contrajo matrimonio con el también actor Jung Woo el 16 de enero de 2016. La relación de la pareja inicio después de protagonizar juntos la película Red Family (2013).

## Filmografía

### Series de televisión
| Año  | Título                      | Papel                             | Canal   | Notas                 | Ref.  |
| ---- | --------------------------- | --------------------------------- | ------- | --------------------- | ----- |
| 2000 | SWAT Police                 | Jung Dan-bi                       | SBS     |                       |       |
| 2000 | Wrath of an Angel           | Eun-ha                            | SBS     |                       |       |
| 2001 | Sangdo                      | Yoon Chae-yeon                    | MBC     |                       |       |
| 2002 | Dayeon                      | Jung-soo                          | KBS2    |                       |       |
| 2002 | Romance                     | Choi Yoon-hee                     | MBC     |                       |       |
| 2002 | Man of the Sun, Lee Je-ma   | Seol-yi                           | KBS2    |                       |       |
| 2003 | Country Princess            | Lee Geum-hee                      | MBC     |                       |       |
| 2003 | Pearl Necklace              | Park Nan-joo                      | KBS2    |                       |       |
| 2006 | Common Single               | Nam Jung-wan                      | SBS     |                       |       |
| 2008 | Don't Ask Me About Past     | Jang Sun-hee                      | OCN     |                       |       |
| 2008 | The Scale of Providence     | Shin Young-joo                    | SBS     |                       |       |
| 2008 | I Love You, Don't Cry       | Jae-hee (cameo)                   | MBC     |                       |       |
| 2009 | Enjoy Life                  | Hong Min-soo                      | MBC     |                       |       |
| 2012 | God of War                  | segunda esposa de Choe Woo        | MBC     |                       |       |
| 2013 | Heartless City              | Lee Jin-sook                      | jTBC    |                       |       |
| 2014 | Can We Fall in Love, Again? | Kim Sun-mi                        | jTBC    |                       | [ 4 ] |
| 2019 | Romance Is a Bonus Book     | Ko Yoo-sun                        | tvN     |                       | [ 5 ] |
| 2021 | Hello, Me!                  | Oh Ji-eun                         | KBS2    |                       | [ 6 ] |
| 2022 | When the Day Breaks         | Esposa de Jang Jae-wook           | jTBC    | Producción suspendida |       |
| 2023 | Nos vemos en mi 19.ª vida   | Cho Yoo-sun de joven              | tvN     | Aparición especial    | [ 7 ] |
| 2023 | The Killing Vote            | Min Ji-young                      | SBS     |                       | [ 8 ] |
| 2023 | ¡Doona!                     | Directora de la agencia de Doo-na | Netflix | Serie web             | [ 9 ] |

### Cine
| Año  | Título                  | Rol                |
| ---- | ----------------------- | ------------------ |
| 2002 | Phone                   | Kang Ho-jeong      |
| 2004 | Doll Master             | Hae-mi             |
| 2005 | The Windmill Palm Grove | Hwa-yeon/Jung-soon |
| 2006 | Detective Odd           | Min-joo            |
| 2007 | Wide Awake              | Seo Hee-jin        |
| 2013 | Black Gospel            | cameo              |
| 2013 | Red Family              | Baek Seung-hye     |